# エンチノスタット
エンチノスタット（Entinostat、開発コードSNDX-275またはMS-275）は各種のがん治療を目的に開発中のヒストン脱アセチル化酵素（HDAC）阻害薬である。
エンチノスタットはクラスIのHDAC1およびHDAC3を阻害する。そのIC50はそれぞれ0.51µMおよび1.7µMである。

## 臨床試験
ホジキンリンパ腫に対する第II相臨床試験が進行中である
。また進行乳癌に対するアロマターゼ阻害薬併用第II相臨床試験ならびに転移を有する肺癌に対するエルロチニブ併用第II相臨床試験が実施されている。2013年9月時点で、ホルモン受容体陽性乳癌のアロマターゼ阻害薬に対する治療抵抗化の予防・低減を目的としてFDAが製薬企業と共同で第III相臨床試験を企画中である。
日本では2015年に協和発酵キリンが乳がんに対する治験を開始したが、2020年5月に導入元のSyndax社がエンドポイント未達を発表し、2021年10月に協和キリンも開発中止を発表した。